# Pujon Lor
Pujon Lor is een bestuurslaag in het regentschap Malang van de provincie Oost-Java, Indonesië. Pujon Lor telt 7029 inwoners (volkstelling 2010).